# Сердангбедагай
Сердангбедагай (индон. Serdang Bedagai) — округ в провинции Северная Суматра. Административный центр — город Сей-Рампах.

## История
До европейской колонизации здесь находились султанаты Серданг и Паданг-Бедагай.
Округ был создан в 2003 году.

## Население
Согласно оценке 2010 года, на территории округа проживало 592 922 человек.

## Административное деление
Округ делится на следующие районы:
- Бандар Халипах
- Бинтанг Баю
- Долок Масихул
- Долок Мераван
- Котарих
- Пантай Чермин
- Педаджахан
- Пербаунган
- Сей Бамбан
- Сей Рампах
- Серба Джади
- Силинда
- Сиписпис
- Танджунг Берингин
- Тебинг Шахбандар
- Тебингтинги
- Телук Менгкуду